# شهية

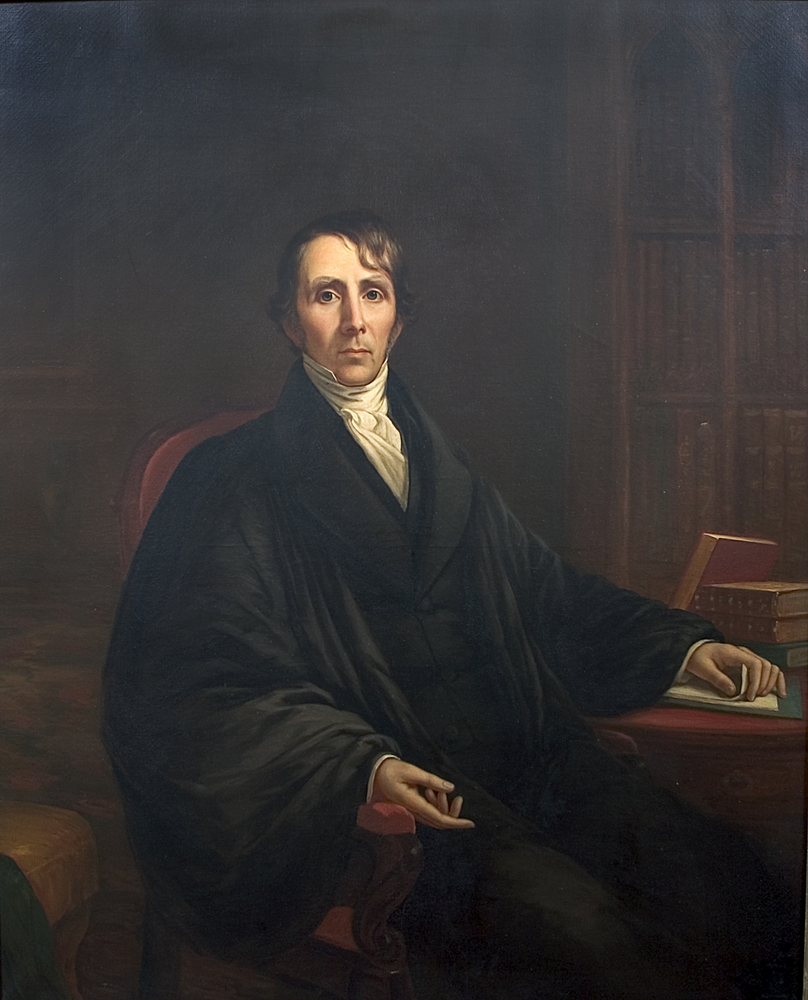

الشهية أو الشاهية هي رغبة وحالة نفسية تدفع إلى تناول الطعام، عادةً بسبب الجوع، على الرغم من أن وجود الأطباق المشهية يدفع أحياناً عند البعض إلى تناول الطعام رغم عدم وجود شعور بالجوع. يهدف وجود الشهية إلى تأمين كمية كافية من الطاقة للحفاظ على حاجات الاستقلاب في الجسم؛ ويتم التحكم بشعور الشهية عبر نظام متناسق بين الجهاز الهضمي والدماغ.
يرتبط شعور الشهية بسلوك الفرد، حيث ترتبط العوامل النفسية بمدى تناول الطعام زيادة أو نقصاناً. فبعض الأشخاص يتناولون كميات زائدة عند الشعور بالكرب، أما البعض الآخر فيفقد الشهية عند الحزن.
تسمى حالة ضعف الشهية قَهَم؛ بالمقابل فإن النهام هو الإفراط في الأكل. على العموم عند وجود تغير في عادات الأكل تصنف حينها تحت اضطرابات الأكل مثل النهام والقهم العصبي.

## اقرأ أيضاً
- غذاء صحي
- سمنة